# Nikolai Mikhailovich Shvernik
Nikolai Mikhailovich Shvernik (tiếng Nga: Никола́й Миха́йлович Шве́рник, 19 tháng 5 [lịch cũ 7 tháng 5] năm 1888 – 24 tháng 12 năm 1970) là chính trị gia Liên Xô và Chủ tịch Đoàn Chủ tịch Xô viết Tối cao Liên Xô từ ngày 19 tháng 3 năm 1946 đến ngày 15 tháng 3 năm 1953.
Ông là ủy viên Ủy ban Chấp hành Trung ương toàn Nga (1927-1938) và ủy viên Đoàn Chủ tịch Ủy ban Chấp hành Trung ương Liên Xô (1935-1938), đại biểu Xô viết Tối cao Liên Xô (1937-1966).
Ông là Ủy viên Đoàn Chủ tịch (Bộ Chính trị) Trung ương Đảng Cộng sản Liên Xô từ 1952-1953 và 1957-1966, Ủy viên dự khuyết Bộ Chính trị từ 1939-1952 và từ 1953-1957.
Anh hùng Lao động Xã hội chủ nghĩa (1958).

## Tiểu sử
Ông là con thứ ba trong một gia đình lao động có 13 người con. Cha ông - Mikhail Ivanovich Shvernik, sinh năm 1848, là một trung sĩ đã nghỉ hưu thuộc trung đoàn bộ binh Tsaritsyn số 146, mẹ ông - Glafira Ivanovna Leonova, sinh năm 1861, con gái ngoài giá thú của một nữ nông dân từ làng Lisky, huyện Porkhovsky, tỉnh Pskov. Gia đình ông sống ở ngoại ô St.Petersburg, trong số 13 người anh em thì có năm người đã chết khi còn nhỏ.
Ông học ở một trường giáo xứ và sau đó là từ một trường dạy nghề.
Năm 1902, khi còn là một thiếu niên 14 tuổi, ông bắt đầu làm công việc thợ quay tại nhà máy cơ điện Duflon và Konstantinovich ở St.Petersburg.
Là người chứng kiến sự kiện ngày 9 tháng 1 năm 1905.

## Hoạt động cách mạng
Năm 1905 (17 tuổi), ông tham gia Đảng Lao động Dân chủ Xã hội Nga (Bolshevik). Ông đã dẫn đầu chiến dịch vận động của đảng ở St.Petersburg, Nikolaev, Tula, Samara. Năm 21 tuổi, ông trở thành thành viên của Thành ủy Petersburg.
Năm 1910-1911, ông là thành viên của hội đồng quản trị của Liên hiệp thợ kim loại (St. Petersburg).
Năm 1913, để tránh bị bắt, ông rời St.Petersburg, làm việc một thời gian ngắn ở Tula. Khi trở về St.Petersburg, ông nhận được một công việc tại nhà máy Erickson và tiếp tục hoạt động tuyên truyền chống chính phủ, do đó ông bị lưu đày đến Tula. Tại Tula, ông gặp Maria Fedorovna Ulazovskaya, một nhân viên nhà máy Aivaz, người cũng bị lưu đày tại đây dưới sự giám sát của cảnh sát mật, người đã trở thành vợ ông.
Vào mùa xuân năm 1915, cùng với vợ, ông sống lưu vong ở Samara, nơi ông nhận công việc tại Nhà máy Maslennikov, bắt liên lạc với những người Bolshevik và tham gia hoạt động cách mạng.
Vì tích cực kích động chống chiến tranh và kêu gọi cách mạng vào tháng 2 năm 1917, ông bị đày đến Saratov, nơi ông bắt được tin tức về cuộc cách mạng tư sản tháng Hai, và ngay sau đó ông từ Saratov trở về Samara. 

## Tham gia chính quyền Xô viết
Tại Samara, ông được bầu làm Bí thư Huyện ủy Trubochnoy, chủ tịch hội đồng quản trị công đoàn nhà máy và thành viên đoàn chủ tịch ủy ban chấp hành xô viết thành phố Samara. Đó là lần đầu tiên khi ở Samara, ông tham gia công tác đảng trong tổ chức công đoàn.
Năm 1917, ông tốt nghiệp một trường học ở thành phố Samara.
Tháng 10 năm 1917, ông là Chủ tịch Ủy ban toàn Nga về Nhà máy Pháo binh Công nhân và thành viên Hội đồng Nhà máy Pháo binh.
Vào tháng 6 năm 1918, ông tham gia các trận chiến chống lại Quân đoàn Tiệp Khắc, Bạch vệ, để bảo vệ Samara. Vào tháng 7 đến tháng 10 năm 1918 - ông là chính ủy Trung đoàn súng trường Simbirsk số 2 thuộc Sư đoàn Simbirsk số 1 hợp nhất, lực lượng đã lật đổ chính phủ quốc gia đầu tiên chống Bolshevik Nga (Ủy ban Hội đồng Lập hiến toàn Nga). Tháng 10 năm 1918, ông trở thành thành viên của Bộ chỉ huy Pháo binh. Từ tháng 4 năm 1919 - Chủ tịch Ủy ban Chấp hành thành phố Samara.
Năm 1919-1921, ông đảm nhiệm các chức vụ lãnh đạo trong hệ thống tiếp tế cho quân đội ở Caucasus.
Từ năm 1921, ông công tác trong công đoàn. 
Kể từ ngày 27 tháng 11 năm 1923, ông là Phó Chủ tịch của "Ủy ban thường trực do Bộ Chính trị thành lập để đấu tranh chống rượu, thuốc phiện, bia và cờ bạc (đặc biệt là lô tô)". Từ tháng 2 năm 1924 đến tháng 12 năm 1925, ông là Ủy viên Nhân dân Bộ Dân ủy Thanh tra Công nhân và Nông dân Nga Xô.
Từ năm 1923 ông là Ủy viên Ủy ban Kiểm tra Trung ương Đảng Cộng sản Nga (bolshevik), từ năm 1924 là Ủy viên Đoàn Chủ tịch Ủy ban Kiểm tra Trung ương Đảng Cộng sản Nga (bolshevik).
Tại Đại hội lần thứ XIV của Đảng Cộng sản Nga (bolshevik) vào tháng 12 năm 1925, ông được bầu làm Ủy viên Trung ương Đảng. Năm 1925-1926, ông làm Bí thư Tỉnh ủy Leningrad và Bí thư Cục Tây Bắc Trung ương Đảng Cộng sản toàn Liên bang (bolshevik). Từ ngày 9 tháng 4 năm 1926 đến ngày 16 tháng 4 năm 1927, Nikolai Shvernik là Bí thư Trung ương Đảng Cộng sản toàn Liên bang (bolshevik) và đồng thời là thành viên của Cục Tổ chức Trung ương Đảng (Orgburo).
Tháng 3 năm 1927, ông bị miễn nhiệm chức vụ Bí thư Ban Bí thư, ủy viên Cục Tổ chức Trung ương Đảng và được cử đến Ural để làm Bí thư thứ nhất Tỉnh ủy vùng Ural (tháng 3 năm 1927 - tháng 1 năm 1929). Ông cho thấy mình là một người ủng hộ nhất quán công nghiệp hóa và được cho trở lại Moscow vào năm 1929 với tư cách là Chủ tịch Ủy ban Công đoàn Cơ khí Trung ương.
Ông lại được đề cử làm ủy viên dự khuyết Cục Tổ chức Trung ương Đảng (17 tháng 11 năm 1929 - 26 tháng 6 năm 1930). Sau Đại hội lần thứ XVI Đảng Cộng sản toàn Liên bang (b) ngày 13 tháng 7 năm 1930, ông được bầu làm Ủy viên Cục Tổ chức Trung ương Đảng (đến ngày 18 tháng 3 năm 1946) và Ủy viên dự khuyết Ban Bí thư Trung ương Đảng (đến ngày 26 tháng 1 năm 1934). Kể từ thời điểm đó, công việc của ông gắn bó với tổ chức công đoàn. Từ năm 1929 - Bí thư Hội đồng Trung ương các công đoàn Liên Xô với tư cách là Bí thư Ban Bí thư gồm 5 người, năm 1930 ông được bầu làm Bí thư thứ nhất Hội đồng Trung ương các công đoàn Liên Xô (7/1930 - 3/1944).
Vào ngày 12 tháng 12 năm 1937, ông được bầu vào Xô viết Tối cao Liên Xô với tư cách là đại biểu Cộng hòa Xã hội chủ nghĩa Xô viết tự trị Komi. Với tư cách là đại biểu Xô viết Tối cao Liên Xô (1938-1966), ông tham gia tổ chức cơ quan lập pháp mới của Liên Xô và được bầu làm Chủ tịch Xô viết Quốc gia (12/1/1938 - 10/2/1946). Sau Đại hội Đảng lần thứ XVIII, ông được bầu làm Ủy viên Bộ Chính trị Trung ương Đảng (22 tháng 3 năm 1939 - 5 tháng 10 năm 1952).
Trong Chiến tranh Vệ quốc Vĩ đại, ông là Phó chủ tịch, sau đó là Chủ tịch Hội đồng Sơ tán, ông chịu trách nhiệm về việc sơ tán các ngành công nghiệp của Liên Xô đến các khu vực phía đông của Liên Xô. Ông là chủ tịch Ủy ban đặc biệt xác minh và điều tra tội ác quân xâm lược phát xít Đức (2 tháng 11 năm 1942 - 9 tháng 6 năm 1951). Ông đã khởi xướng việc thành lập ủy ban công đoàn Anh-Xô, nhiệm vụ chính là đoàn kết những nỗ lực của công đoàn hai nước để đánh bại Đức. Tham gia vào việc chuẩn bị cho hội nghị đặt nền móng cho Liên hiệp Công đoàn Thế giới sau này.
Năm 1944, ông được bầu làm Phó Chủ tịch thứ nhất Đoàn Chủ tịch Xô viết Tối cao Liên Xô (1 tháng 2 năm 1944 - 19 tháng 3 năm 1946) và Chủ tịch Đoàn Chủ tịch Xô viết Tối cao Nga Xô (4 tháng 3 năm 1944 - 25 tháng 6 năm 1946). 

## Lãnh đạo nhà nước và Đảng
Sau khi Mikhail Kalinin nghỉ hưu, Shvernik được bầu làm Chủ tịch Đoàn Chủ tịch Xô Viết Tối cao Liên Xô (19 tháng 3 năm 1946 - 15 tháng 3 năm 1953). Không thua kém gì Kalinin về độ nổi tiếng. Nhưng trái ngược với Kalinin, ông chỉ là ủy viên dự khuyết Bộ Chính trị. Giữ chức vụ cao nhất đất nước theo Hiến pháp, ông là một lãnh đạo thiên bẩm, thích làm việc với bộ máy nhà nước. Ông bắt đầu một chiến dịch không thành công để nâng cao vai trò của các Xô viết địa phương. Ngày 26 tháng 3 năm 1947, ông ký nghị quyết do Stalin khởi xướng để bãi bỏ án tử hình trong nước. Vào ngày 12 tháng 1 năm 1950, ông đã ký một nghị quyết mới về việc khôi phục nó. Ông đứng đầu Ủy ban triển khai và tổ chức các sự kiện liên quan đến kỷ niệm 70 năm ngày sinh của Stalin (12/1949). Đề xuất thành lập Huân chương Stalin, nhưng ý tưởng này không được Stalin ủng hộ.
Năm 1947-1953, theo Nghị định của Đoàn Chủ tịch Xô Viết Tối cao Liên Xô, ông đưa ra các cấp bậc quân nhân với quân phục có cúc và cấp hiệu cho nhân viên các bộ và cơ quan dân sự của Liên Xô, sau đó đã bị Kliment Voroshilov kế nhiệm hủy bỏ.
Kết quả của việc Bộ Chính trị chuyển thành Đoàn Chủ tịch Ban Chấp hành Trung ương Đảng, ông được bầu làm Ủy viên Đoàn Chủ tịch (16 tháng 10 năm 1952 - 5 tháng 3 năm 1953), nhưng sau cái chết của Stalin ông bị miễn nhiệm các chức vụ chính trong đảng và nhà nước. Một Hội nghị chung của Trung ương Đảng Cộng sản Liên Xô, Hội đồng Bộ trưởng Liên Xô và Đoàn Chủ tịch Xô viết Tối cao Liên Xô đã khuyến nghị rằng Shvernik chuyển từ chức vụ nguyên thủ quốc gia Nhà nước Liên Xô sang một số chức vụ khác. Theo quyết định của Hội nghị chung, ông cũng được chuyển làm Ủy viên dự khuyết Đoàn Chủ tịch Trung ương Đảng (5/3/1953 - 29/6/1957). Thực hiện khuyến nghị, tại phiên họp Xô viết tối cao đã bầu Kliment Voroshilov làm nguyên thủ quốc gia mới (ngày 15 tháng 3 năm 1953). Shvernik trở lại làm việc trong Hội đồng Trung ương các công đoàn Liên Xô với chức vụ Chủ tịch Hội đồng Trung ương các công đoàn Liên Xô (tháng 3 năm 1953 - tháng 2 năm 1956). Vào tháng 12 năm 1953 ông là một thành viên của Tòa án đặc biệt thay mặt Tòa án Tối cao Liên Xô để xét xử Lavrenty Beria.
Với việc tăng cường quyền lực của Nikita Khrushchyov, ông được bổ nhiệm làm Chủ tịch Ủy ban Kiểm tra Trung ương Đảng Cộng sản Liên Xô (tháng 2 năm 1956 - tháng 11 năm 1962), và sau đó là Chủ tịch ủy ban Đảng trực thuộc Trung ương Đảng (tháng 11 năm 1962 - tháng 3 năm 1966), nhoài ra đã tham gia vào việc phục hồi các nạn nhân bị đàn áp chính trị (còn được gọi là "Ủy ban của Shvernik"). Năm 1957, ông được trở lại làm Ủy viên Đoàn Chủ tịch Ban Chấp hành Trung ương Đảng (29 tháng 6 năm 1957 - 29 tháng 3 năm 1966).
Ông đứng đầu Ủy ban Cải táng Stalin của Hội đồng Bộ trưởng Liên Xô. Người ta ghi chép rằng khi Stalin được cải táng, Shvernik đã khóc.
Sau Đại hội lần thứ 23 của Đảng Cộng sản Liên Xô năm 1966, ông rút khỏi toàn bộ chức vụ vì tuổi cao và sau đó nghỉ hưu.
Ông mất năm 1970 và được chôn cất theo nghi thức tại bức tường Quảng trường Đỏ ở Moskva.

## Gia đình
Ông có một người con gái ruột duy nhất, Lyudmila (1916-2008), là người phụ nữ đầu tiên của Liên Xô tốt nghiệp Học viện Zhukovsky trước chiến tranh vệ quốc vĩ đại, là một kỹ sư thiết kế thiết bị truyền hình. Bà đứng đầu một phòng thí nghiệm tại Viện Nghiên cứu Truyền hình Moscow, dưới sự lãnh đạo của bà, đã phát minh ra máy chiếu truyền hình trong nước đầu tiên "Ariston". Bà đã kết hôn với Rostislav Belyakov.
Năm 1942, cùng với vợ Maria Fedorovna, đã nhận nuôi Ziba Ganieva, người phụ nữ bắn tỉa đầu tiên của Azerbaijan, anh hùng Chiến tranh Vệ quốc Vĩ đại, người mà Maria Fedorovna, bác sĩ trong một bệnh viện ở Moskva, đã cứu sống cô vì đang bị nhiễm độc máu. Trong mười một tháng, Maria Fedorovna không rời khỏi giường bệnh để cứu chữa Zina, và khi Ziba khỏi bệnh, Maria Fedorovna nói trong nước mắt: "Tất cả những người phụ nữ bình thường đều mang một đứa trẻ trong chín tháng, nhưng tôi đã bế em mười một tháng." Vì vậy, Ziba trở thành con gái của Nikolai Mikhailovich và Maria Fedorovna.

## Tặng thưởng
- Anh hùng Lao động Xã hội chủ nghĩa (17/05/1958)
- Huân chương Lenin (15/07/1938; 24/01/1946; 18/05/1948; 17/05/1958; 17/05/1968)
- Nhiều huân huy chương các loại khác

## Vinh danh
Trong những năm 1950, nhiều trang trại tập thể và nhà nước ở Liên Xô được đặt tên theo Shvernik